# Савватий (Соломянюк)
Савватий (в миру Алексей Павлович Соломянюк, род. 13 января 1976, (Кировоград, УССР), в схиме Герман), епископ Печерский, ранее архиерей Соборной православной апостольской церкви (СПАЦ), а также Апостольской Православной Церкви, с тем же титулом.

## Биография
Родился 13 января 1976 года в городе Кировограде, УССР.
В 1993 году окончил среднюю школу № 179 Киева и поступил в Институт международных отношений КНУ им. Тараса Шевченко, где обучался по специальности «Международное право».
Окончил Киевский национальный университет имени Тараса Шевченко по специальности «Религоведение», 2012 г. и «Психология», 2015 г.
В 2000 году поступил послушником в Спасо-Преображенский мужской монастырь с. Княжичи, Киевская епархия.

### Священство
26 августа 2002 года наместником монастыря архимандритом Софронием (Шинкаренко) пострижен в монашество с именем Савватий, в честь преподобного Савватия Соловецкого.
17 ноября 2002 года епископом Переяслав-Хмельницким Митрофаном (Юрчуком) рукоположён в сан диакона.
Перешёл в клир УПЦ КП. 28 октября 2008 года епископом Кировоградским и Голованевским Серафимом (Верзуном) рукоположён в сан пресвитера.
В 2014 году архиепископом Игорем Исиченко принят в клир Харьковско — Полтавской епархии УАПЦ.
Служил в Храме во имя святых Бориса и Глеба на Теремках, в городе Киеве.
Отстаивал позиции уранополитизма и христианского пацифизма, выступал против попыток объединения епархии с греко-католической церковью.
29 мая 2017 года уволен за штат согласно поданному прошению.

### Архиерейство
27 октября 2017 года, в домовом храме св. вмч. Екатерины, в городе Киеве, епископом Переяславским и Богуславским Владимиром (Вильде) (Автокефальная греческая православная церковь Америки и Канады) и епископом Севастианом (Возняком) (УПЦ КП) рукоположён в сан епископа.
21 марта 2018 года указом предстоятеля Апостольской православной церкви митрополита Виталия (Кужеватова) принят в клир АПЦ с титулом «Печерский».
Инициировал канонизацию в лике святых АПЦ епископа Варнавы (Беляева).
27 августа 2018 года принят в Соборную апостольскую православную церковь с сохранением титула.

### Священство в ПЦУ
В связи с предоставлением Православной Церкви Украины Томоса об Автокефалии, подал прошение о принятии в клир ПЦУ.
28 декабря 2020 года принят в клир Православной Церкви Украины, в сане иеромонаха.
Пострижен в Великую схиму с именем Герман, в честь преподобного Германа Соловецкого.